# Mirusvirus

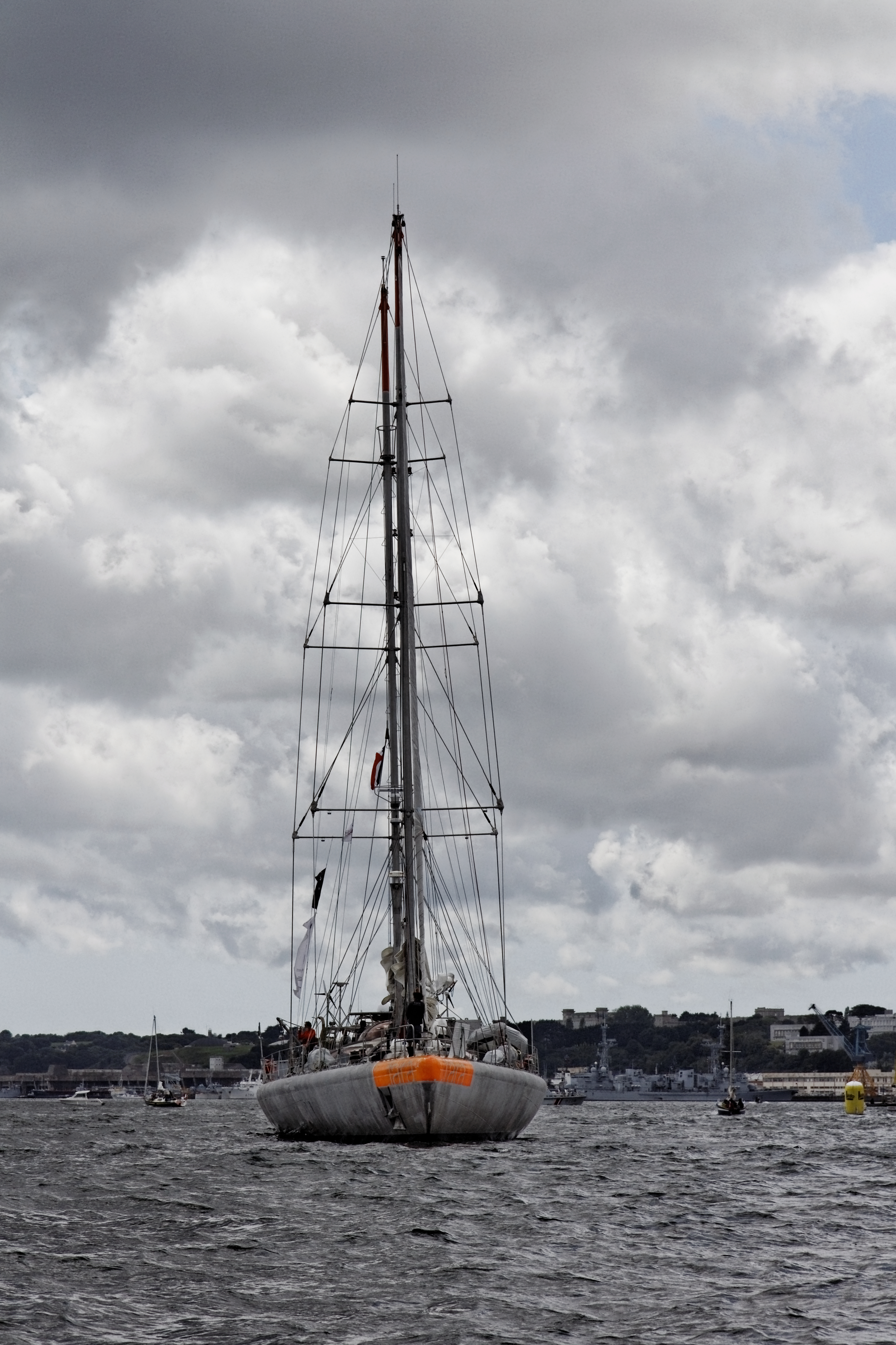
La goélette Tara dans la rade de Brest en 2012.

Les mirusvirus ou Mirusviricota constituent un phylum putatif au sein des Duplodnaviria (les virus à ADN double brin). Ils sont organisés en au moins sept sous-clades pouvant correspondre à des familles distinctes.
Leur découverte est annoncée le 19 avril 2023 conjointement par le Commissariat à l'énergie atomique et aux énergies alternatives (CEA) et le Centre national de la recherche scientifique (CNRS) dans le cadre de l'analyse des échantillons et des données récoltés par le navire de recherche Tara lors de son expédition Tara Océans entre 2009 et 2013.
Ces virus, qui se trouvent à la surface des océans, sont présentés comme étant à un carrefour évolutif entre les virus de l'herpès et les virus géants. En infectant et en tuant de nombreux organismes unicellulaires planctoniques, ils permettent de réguler leur population mais également de relarguer dans le milieu océanique une grande quantité de nutriments qui repartent ainsi massivement dans la chaîne alimentaire.